# Диолк
Диолкът е древен павиран път с издълбани коловози за прехвърляне на стоки и вероятно кораби от изток на запад между Коринтския и Сароническия залив, използван преди изграждането на Коринтския канал.
Думата идва от гр.: δια (отвъд) и χολκος (пренасяне). Прехвърлянето на товарите или корабите по суша позволява на древните мореплаватели да избегнат опасното заобикаляне на полуостров Пелопонес и да спестят между 400 – 500 км по вода в капризното Средиземно море.

## Употреба
Макар основната функция на диолка да е търговска, той е от изключителна военноморска важност. Присъствието му позволява на военните кампании да ускорят придвижването на силите. Изсеченият път, с дължина между 6,5 км и 8,5 км, е своеобразна антична железница и е в употреба от около средата на 6 век пр.н.е. до към средата на 1 век. Мащабът на операцията на диолка както и комбинация на морски и сухоземен транспорт остава уникален за древността.
Древните мореплаватели се придържат близко до континенталните брегове и плават в сравнително топлото през по-голямата част от годината Средиземно море, но покрай Пелопонес то се слави с много течения, подводни скали и внезапни бурни ветрове. Ако това не представлява особено голяма опасност за стабилните, снабдени с апаратура модерни кораби, то в древността тези препятствия са истински врагове на моряците. Морските мъгли и силните крайбрежни течения особено в Йонийско море на път за Егейско море предлагат пътувания, изпълнени с опасности. Особено печална слава имат бурите покрай нос Матапан и нос Малея. За разлика от това Коринтският и Сароническият залив са защитени от бури и са разположени между гъсто населени градове с удобни пристанища. Така сравнително късото разстояние между двата залива по суша предлага далеч по удобен маршрут за пътниците от западните брегове на Гърция към Атина.

## Строеж на съоръжението
Античната литература не упоменава специфична дата или период на построяването на диолка. В книгите на историка Тукидид (460 пр.н.е – 395 пр.н.е) диолкът е споменат като нещо древно.
Археологически разкопки на надписи и керамични съдове, намерени покрай мястото на диолка, фиксират датата на строежа около края на VII век пр.н.е. или началото на VI век пр.н.е., съвпадащо с властвуването на тирана на Коринт Периандър. Диолкът най-вероятно е бил в експлоатация до поне средата на I век, след което не се срещат писмени или други доказателства, указващи неговата употреба. По всяка вероятност амбициозните планове на император Нерон през 67 година да прокопае провлака с помощта на 6000 пленени евреи слага край на употребата на съоръжението. През Средновековието, около IX век и към 1150 г. опитите за употреба са били изоставени поради времетраенето на прехвърлянето на (вероятно много по-големите от древногръцките триреми) кораби.

## През военни кампании
Античните военноморски конфликти в този район имат добра полза от присъствието на диолка. Гръцките историци отбелязват нееднократно между V век пр.н.е. и I век как военните кораби са били прехвърляни между заливите, за да се ускори придвижването на войските. През 482 пр.н.е. спартанците планират да прехвърлят през диолка корабите си в Сароническия залив, за да се опълчат срещу Атина, докато по-късно по време на Пелопонеските войни те прехвърлят една ескадра, която бързо отплува, за да се намеси в операциите покрай Хиос (411 пр.н.е.). През 220 пр.н.е. Деметрий Фароски прехвърля с моряците флотата си от 50 кораба през диолка от Сароническия залив до Коринт. Три години по-късно, през 217 пр.н.е. македонската флота от 38 съда е прекарана през провлака от Филип V Македонски, докато по-големите кораби заобикалят покрай нос Малея. След победата на Октавиан в битката при Акциум (31 пр.н.е.), войските му напредват изключително бързо, след като той нарежда да прехвърлят част от 260-те либурни през провлака по диолка. През 868 византийският пълководец Никита Орифас нарежда да прекарат цялата му флота от сто дромони в светкавична операция; това обаче може да не е станало точно през диолка, а на друго удобно място.

## Древни извори
Следните автори споменават в произведенията си прехвърлянето на кораби през провлака (в хронологичен ред):
- Тукидид 3.15.1, 8.7, 8.8.3 – 4
- Аристофан, Тесмофориазуси 647 – 648
- Полибий 4.19.7 – 9 [318], 5.101.4 [484], frag. 162 (ed. M. Buettner-Wolst)
- Ливий 42.16.6
- Страбон 8.2.1 [C.335], 8.6.22 [C.380], 8.6.4 [C.369]
- Плиний Старши, Естетвена История, 4.9 – 11, 18.18
- Касий Дио 51.5
- Хесихий (ed. Schmidt, I, стр. 516.80)
- Суид 2.92
- Джордж Сфранцес 1.33
- Жубер, П.A.: Географията на Мохамед-ал Идриси 2 (Paris 1840), стр. 123